# Álvaro Cardoso Teixeira
Álvaro Cardoso Teixeira (11 de gener de 1965 - 9 de maig de 2017) va ser un exjugador de futbol i entrenador portuguès que va jugar com a defensa.

## Carrera com a jugador
Nascut a Luanda, Angola, Teixeira va començar a jugar professionalment amb el Vitória de Setúbal, unint-se al Belenenses la temporada 1986–87. Amb el club de Belém va guanyar la Taça de Portugal la temporada 1988–89.
A continuació, Teixeira va entrar a la jugada per Torreense i Lusitano de Évora acabant la seva carrera amb Pinhalnovense.

## Carrera com a entrenador
Teixeira va començar la seva carrera d'entrenador el 1999, amb el Torreense la temporada 1998-99 com a entrenador de jugadors. També va dirigir el Lusitano de Évora la temporada 2005-06.

## Mort
Teixeira va morir d'una malaltia crònica el 9 de maig de 2019 amb només 53 anys.

## Palmarès

### Jugador
Belenenses
- Taça de Portugal: 1988–89